# تهو تئاردو
تهو تئاردو (ایتالیایی: Teho Teardo؛ زادهٔ ۱۹ سپتامبر ۱۹۶۶) آهنگساز و موسیقی‌دان اهل ایتالیا است. وی از سال ۱۹۸۶ میلادی تاکنون مشغول فعالیت بوده‌است.
از فیلم‌هایی که وی در آن‌ها نقش داشته‌است، می‌توان به گورباچف، آخرین پروسکو و ایل دیوو اشاره نمود.